# La maschera del demonio
La maschera del demonio (Het masker van Satan) is een Italiaanse horrorfilm uit 1960 onder regie van Mario Bava. De film is ook bekend onder de titels The Mask of Satan en Black Sunday. De film is losjes gebaseerd op een verhaal uit de bundel Mirgorod van de Russische schrijver Nikolaj Gogol.

## Verhaal
Met een druppel bloed wekken een arts en zijn assistent per ongeluk een heks tot leven. De heks gaat op zoek naar een mooie afstammelinge om haar lichaam te bezitten.

## Rolverdeling
| Acteur               | Personage                                         |
| -------------------- | ------------------------------------------------- |
| Barbara Steele       | Katia Vajda/Prinses Asa Vajda (als Barbara Steel) |
| John Richardson      | Dr. Andrej Gorobec                                |
| Arturo Dominici      | Igor Javutic                                      |
| Ivo Garrani          | Prins Vajda                                       |
| Andrea Checchi       | Dr. Thomas Kruvajan                               |
| Enrico Olivieri      | Prins Constantine Vajda                           |
| Antonio Pierfederici | Priester                                          |
| Tino Bianchi         | Ivan                                              |
| Germana Dominici     | Sonya, de dochter van de herbergier               |